# بن دكارياني
بن دكارياني (الاسم العلمي:Coffea decaryana) هو نوع من النباتات يتبع جنس البن من الفصيلة الفوية.